# Conescharellina atalanta
Conescharellina atalanta är en mossdjursart som beskrevs av Gordon och Jean-Loup d'Hondt 1997. Conescharellina atalanta ingår i släktet Conescharellina och familjen Biporidae. Inga underarter finns listade i Catalogue of Life.